# División de Honor de fútbol sala 1993-94
La División de Honor de fútbol sala 1993-94 fue la 5.ª edición de la División de Honor de fútbol sala en España. Se disputó en dos rondas, la primera formada por dos grupos con 12 equipos en cada uno, y la segunda con dos grupos para disputar el título y otros dos para disputar el descenso.

## Liga regular

### 1.ª ronda

#### Grupo par
|  | Segunda ronda        |
|  | Ronda de permanencia |

| P  | Equipo                  | J  | G  | E | P  | GF  | GC  | Pts |
| -- | ----------------------- | -- | -- | - | -- | --- | --- | --- |
| 1  | Caja Castilla La Mancha | 22 | 15 | 5 | 2  | 120 | 60  | 35  |
| 2  | Maspalomas Sol Europa   | 22 | 13 | 3 | 6  | 91  | 71  | 29  |
| 3  | Playas de Castellón     | 22 | 13 | 2 | 7  | 86  | 76  | 28  |
| 4  | Mejorada                | 22 | 13 | 2 | 7  | 78  | 64  | 28  |
| 5  | Univ. de Salamanca      | 22 | 12 | 2 | 8  | 99  | 92  | 26  |
| 6  | Pinturas Lepanto        | 22 | 10 | 5 | 7  | 91  | 69  | 25  |
| 7  | Deporsala               | 22 | 11 | 3 | 8  | 122 | 103 | 25  |
| 8  | Caja San Fernando Jerez | 22 | 8  | 2 | 12 | 81  | 89  | 18  |
| 9  | Canava Jaén             | 22 | 6  | 3 | 13 | 70  | 103 | 15  |
| 10 | G. Academia Postal      | 22 | 5  | 3 | 14 | 48  | 83  | 13  |
| 11 | Industrias García       | 22 | 5  | 1 | 16 | 97  | 123 | 11  |
| 12 | Tenerife C. Toscal      | 22 | 5  | 1 | 16 | 55  | 105 | 11  |

#### Grupo impar
|  | Segunda ronda        |
|  | Ronda de permanencia |

| P  | Equipo                   | J  | G  | E | P  | GF  | GC  | Pts |
| -- | ------------------------ | -- | -- | - | -- | --- | --- | --- |
| 1  | Interviú Boomerang       | 22 | 16 | 3 | 3  | 97  | 46  | 35  |
| 2  | ElPozo Murcia            | 22 | 15 | 5 | 2  | 100 | 61  | 35  |
| 3  | Marsanz Torrejón         | 22 | 14 | 4 | 4  | 117 | 75  | 32  |
| 4  | Barcelona                | 22 | 11 | 5 | 6  | 79  | 53  | 27  |
| 5  | Linasa/Alcantarilla      | 22 | 11 | 3 | 8  | 104 | 93  | 25  |
| 6  | Hojaldres Alonso Astorga | 22 | 11 | 2 | 9  | 112 | 99  | 24  |
| 7  | Caja Segovia             | 22 | 9  | 4 | 9  | 100 | 91  | 22  |
| 8  | Egasa Coruña             | 22 | 7  | 5 | 10 | 76  | 75  | 19  |
| 9  | Gáldar Tecnasa           | 22 | 9  | 1 | 12 | 82  | 97  | 19  |
| 10 | Extremadura              | 22 | 6  | 2 | 14 | 63  | 103 | 14  |
| 11 | Podeprom El Ejido        | 22 | 3  | 1 | 18 | 41  | 123 | 7   |
| 12 | L. Regui/E. Palacios     | 22 | 2  | 1 | 19 | 59  | 114 | 5   |

### 2.ª ronda

#### Grupo par por el título
|  | Playoff |

| P | Equipo                   | J  | G | E | P | GF | GC | Pts |
| - | ------------------------ | -- | - | - | - | -- | -- | --- |
| 1 | Caja Castilla La Mancha  | 10 | 7 | 1 | 2 | 47 | 26 | 15  |
| 2 | Barcelona                | 10 | 6 | 1 | 3 | 38 | 31 | 13  |
| 3 | ElPozo Murcia            | 10 | 6 | 1 | 3 | 40 | 34 | 13  |
| 4 | Hojaldres Alonso Astorga | 10 | 4 | 2 | 4 | 52 | 54 | 10  |
| 5 | Playas de Castellón      | 10 | 3 | 1 | 6 | 48 | 52 | 7   |
| 6 | Univ. de Salamanca       | 10 | 0 | 2 | 8 | 35 | 63 | 2   |

#### Grupo impar por el título
|  | Playoff |

| P | Equipo                | J  | G | E | P | GF | GC | Pts |
| - | --------------------- | -- | - | - | - | -- | -- | --- |
| 1 | Maspalomas Sol Europa | 10 | 9 | 1 | 0 | 64 | 31 | 19  |
| 2 | Pinturas Lepanto      | 10 | 6 | 1 | 3 | 40 | 28 | 13  |
| 3 | Mejorada              | 10 | 3 | 3 | 4 | 28 | 29 | 9   |
| 4 | Interviú Boomerang    | 10 | 4 | 1 | 5 | 33 | 33 | 9   |
| 5 | Marsanz Torrejón      | 10 | 3 | 1 | 6 | 36 | 50 | 7   |
| 6 | Linasa/Alcantarilla   | 10 | 0 | 3 | 7 | 25 | 55 | 3   |

#### Grupo par por la permanencia
|  | Descenso |

| P | Equipo               | J  | G | E | P | GF | GC | Pts |
| - | -------------------- | -- | - | - | - | -- | -- | --- |
| 1 | Industrias García    | 10 | 7 | 1 | 2 | 42 | 29 | 15  |
| 2 | Deporsala            | 10 | 5 | 2 | 3 | 46 | 30 | 12  |
| 3 | Egasa Coruña         | 10 | 5 | 1 | 4 | 26 | 28 | 11  |
| 4 | Canava Jaén          | 10 | 3 | 3 | 4 | 37 | 37 | 9   |
| 5 | Extremadura          | 10 | 4 | 1 | 5 | 31 | 46 | 9   |
| 6 | L. Regui/E. Palacios | 10 | 0 | 4 | 6 | 29 | 41 | 4   |

#### Grupo impar por la permanencia
|  | Descenso |

| P | Equipo                  | J | G | E | P | GF | GC | Pts |
| - | ----------------------- | - | - | - | - | -- | -- | --- |
| 1 | Caja San Fernando Jerez | 8 | 5 | 1 | 2 | 32 | 25 | 11  |
| 2 | Caja Segovia            | 8 | 5 | 0 | 3 | 47 | 38 | 10  |
| 3 | G. Academia Postal      | 8 | 3 | 3 | 2 | 27 | 22 | 9   |
| 4 | Gáldar Tecnasa          | 8 | 2 | 1 | 5 | 36 | 42 | 5   |
| 5 | Tenerife C. Toscal      | 8 | 2 | 1 | 5 | 17 | 32 | 5   |
| 6 | Podeprom El Ejido       | 0 | 0 | 0 | 0 | 0  | 0  | 0   |

- El Podeprom El Ejido se retiró de la competición.

## Playoff
|  | Semifinales             | Semifinales             | Semifinales           | Semifinales           | Semifinales |   |                         | Final                   | Final | Final | Final | Final |  |
|  |                         |                         |                       |                       |             |   |                         |                         |       |       |       |       |  |
|  |                         |                         |                       |                       |             |   |                         |                         |       |       |       |       |  |
|  | Caja Castilla-La Mancha | Caja Castilla-La Mancha | 1                     | 4                     | _           |   |                         |                         |       |       |       |       |  |
|  | Caja Castilla-La Mancha | Caja Castilla-La Mancha | 1                     | 4                     | _           |   |                         |                         |       |       |       |       |  |
|  | P. Lepanto/Zaragoza     | P. Lepanto/Zaragoza     | 1                     | 2                     | _           |   |                         |                         |       |       |       |       |  |
|  | P. Lepanto/Zaragoza     | P. Lepanto/Zaragoza     | 1                     | 2                     | _           |   | Caja Castilla-La Mancha | Caja Castilla-La Mancha | 4     | 1     | 2     |       |  |
|  |                         |                         |                       |                       |             |   | Caja Castilla-La Mancha | Caja Castilla-La Mancha | 4     | 1     | 2     |       |  |
|  |                         |                         | Maspalomas Sol Europa | Maspalomas Sol Europa | 4           | 1 | 5                       |                         |       |       |       |       |  |
|  | Maspalomas Sol Europa   | Maspalomas Sol Europa   | Maspalomas Sol Europa | Maspalomas Sol Europa | 4           | 1 | 5                       | 7                       | 3     |       |       |       |  |
|  | Maspalomas Sol Europa   | Maspalomas Sol Europa   |                       |                       |             |   |                         | 7                       | 3     |       |       |       |  |
|  | Barcelona               | Barcelona               | 4                     | 3                     |             |   |                         |                         |       |       |       |       |  |
|  | Barcelona               | Barcelona               | 4                     | 3                     |             |   |                         |                         |       |       |       |       |  |
|  |                         |                         |                       |                       |             |   |                         |                         |       |       |       |       |  |